# City 67

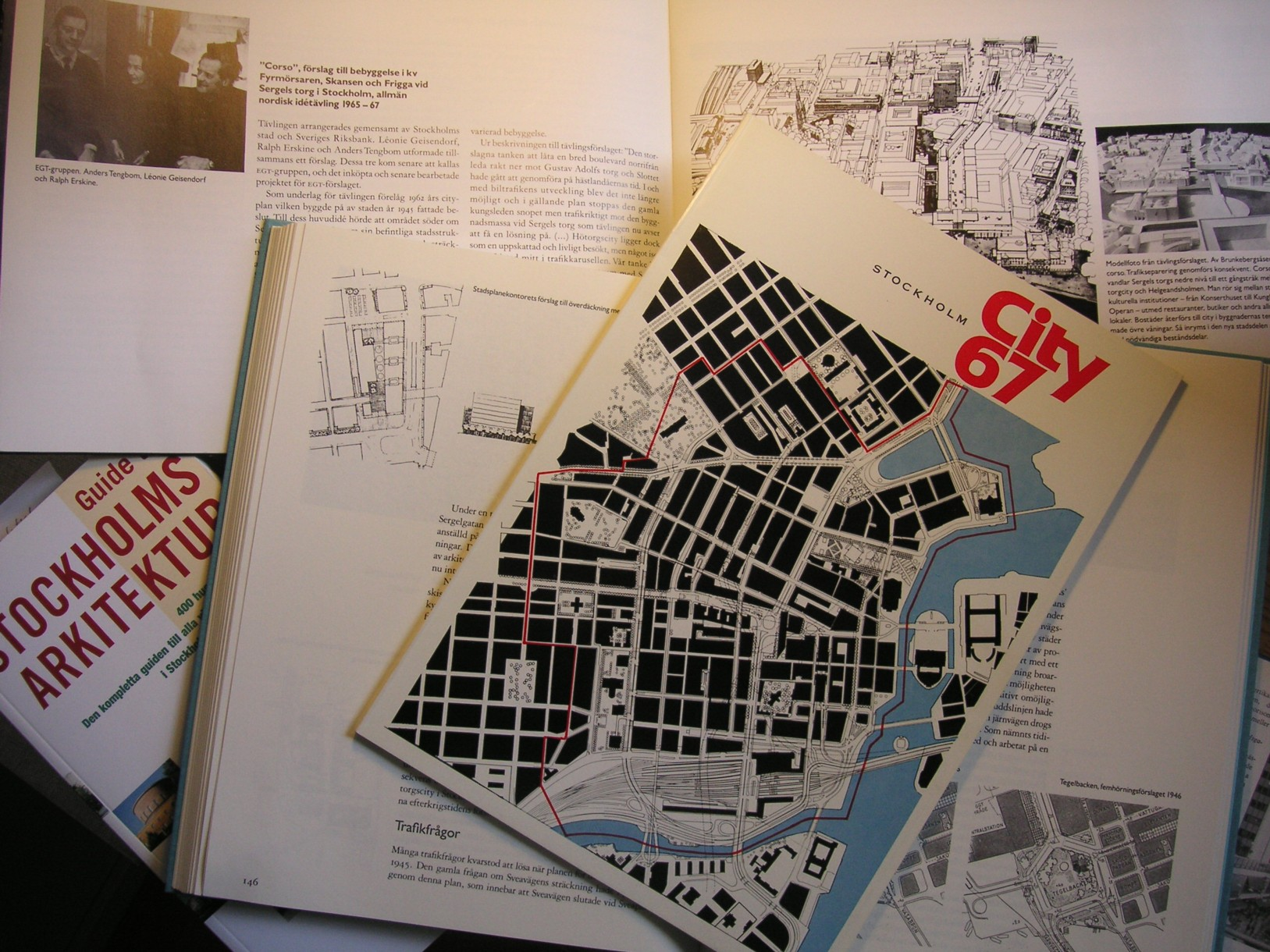
City 67 och annan litteratur från tiden

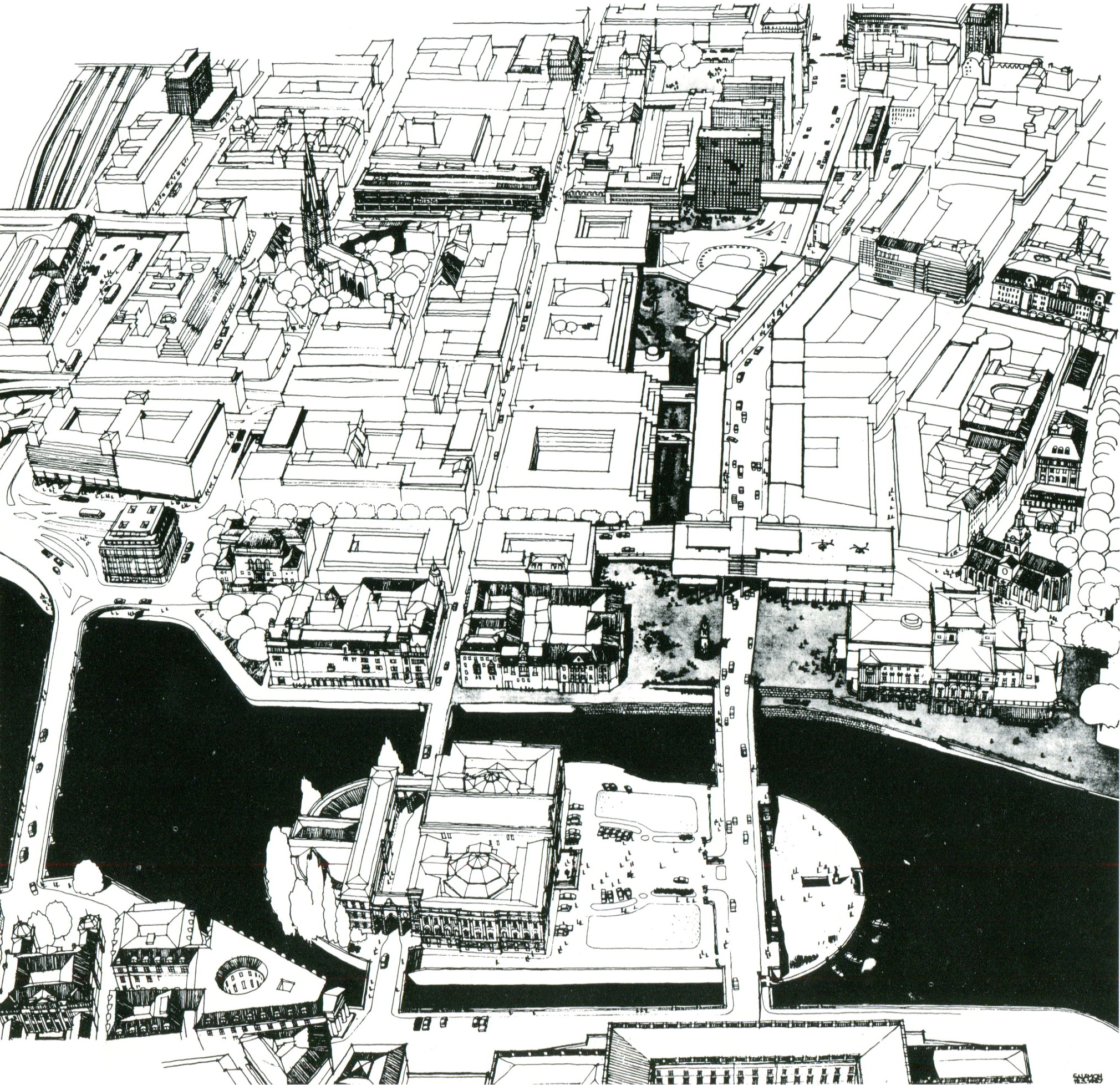
Förslaget ”Corso” från 1965 avvek från såväl 1962 som 1967 års cityplaner.

City 67 var en "Principplan för den fortsatta citysaneringen" för Stockholm. City 67 framlades i maj 1967 av generalplaneberedningens expertutskott under utredningschefen och ordföranden Anders Nordberg och antogs 1968. City 67 var en komplettering och omarbetning av 1962 års cityplan. Den ersattes 1978 av Cityplan 1977.

## Innehållet

### Trafiken

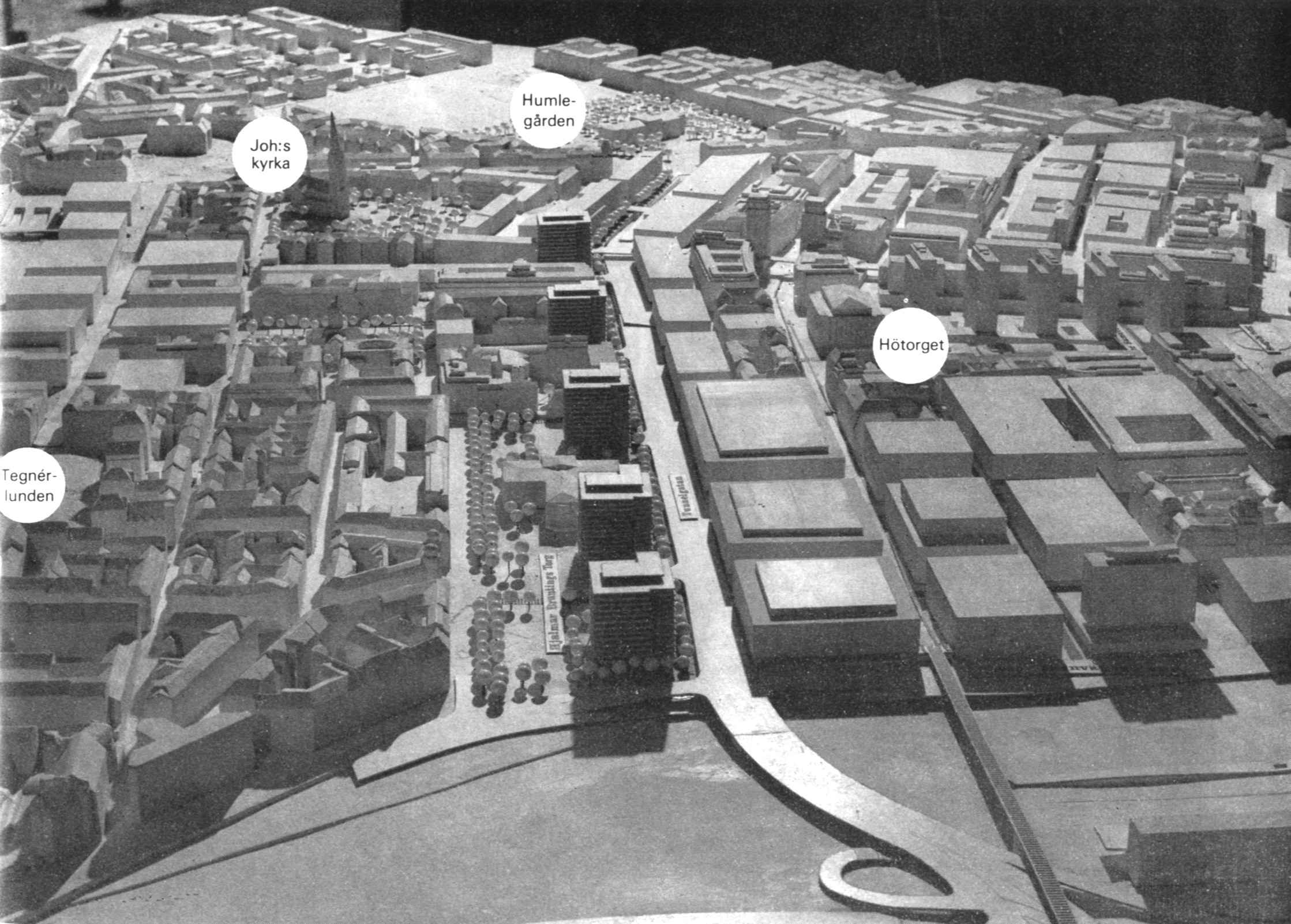
Modell för City 67 med Tunnelgatans sträckning österut från Klara sjö till Humlegården

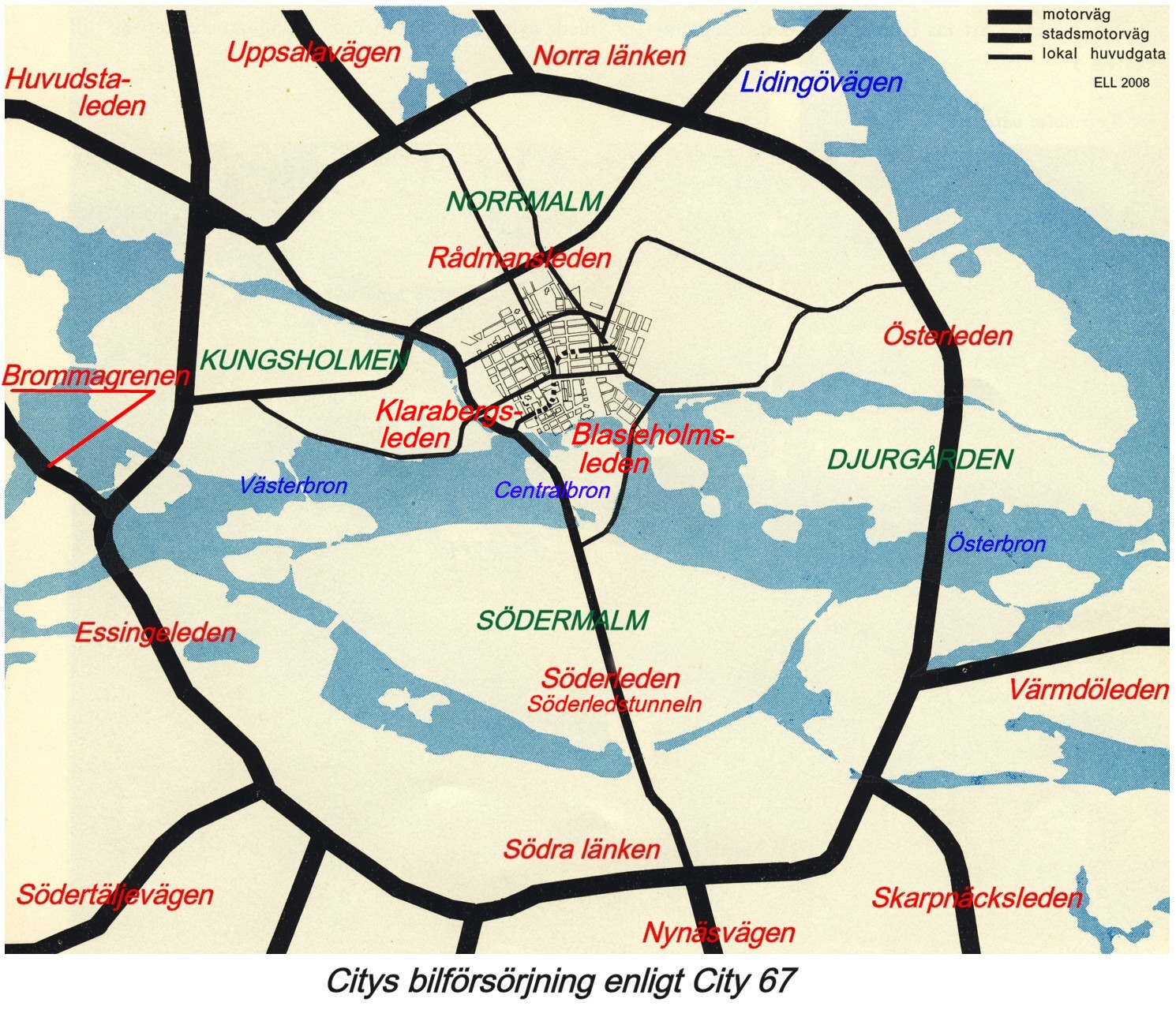
"Citys bilförsörjning" enligt City 67

Gällande kollektivtrafiken föreslog City 67 ett utbyggt tunnelbanenät med bland annat en gren mot Nacka och en annan till Lidingö. För gatutrafiken presenterades en motorvägsring runt staden med en sträckning ungefär som i Dennispaketet från 1992. Två stadsmotorvägar, en i sydlig/nordlig riktning (Söderledstunneln-Centralbron-Klarastrandsleden) och en i västlig/ostlig riktning, den så kallade Rådmansleden, fanns med i förslaget liksom ett antal lokala huvudgator.
Största ingreppet i bebyggelsen hade krävts med utbyggnaden av Tunnelgatan och David Bagares gata till en lokal huvudgata från Klarastrandsleden via Humlegårdsgatan till Sturegatan. Att lyfta upp gatans nivå över Drottninggatan och Vasagatan och bredda den hade inneburit att all bebyggelse längs gatan måste rivas. Tanken var att ersätta de rivna husen med ett pärlband av parkeringshus på sydsidan och fem tjocka punkthus på norra sidan. I City 67 fanns även Blasieholmsleden, som skulle sammankoppla Strandvägen med Skeppsbron via en biltunnel under Norrström. Strömbron, som hade byggts 1946 som ett provisorium i väntan på leden, skulle försvinna. I och med City 67 skulle det byggas totalt tjugo parkeringshus i Stockholms innerstad med närmare 30 000 parkeringsplatser, det var en ökning med 10 000 platser jämfört med City 62.

### Bebyggelsen

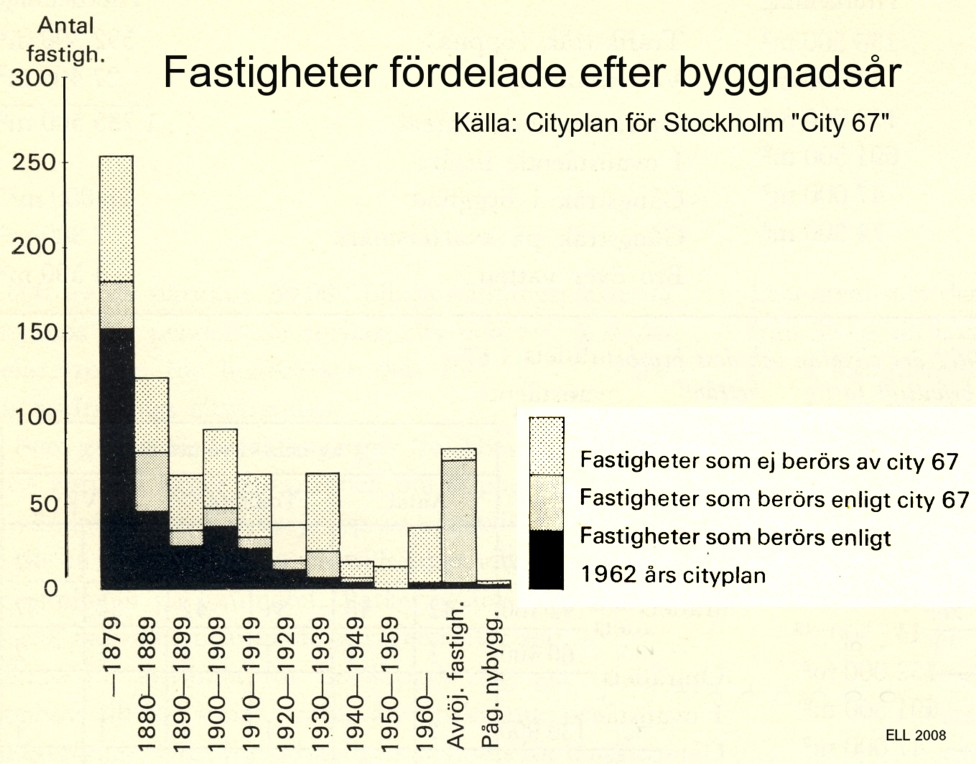
Byggnaderna som var aktuella för rivning var huvudsakligen byggda före 1900.

Den största förändringen i bebyggelsen skulle som nämnts ske längs Tunnelgatan och dess fortsättning mot Humlegården. Modellen visar nya byggnadskroppar mellan Tunnelgatan och Kungsgatan samt söder om Kungsgatan. Genom att cityplansområdet utvidgades ökade antalet berörda fastigheter från drygt 800 till drygt 950. 
I inledningen till City 67 berörs även “Corso”, som var ett tävlingsförslag från EGT-gruppen (Ralph Erskine, Léonie Geisendorf och Anders Tengbom) för området mellan Sergels torg och Gustav Adolfs torg, som tävlingsnämnden beslutat att inköpa. EGT-gruppens förslag avvek dock kraftigt från gällande cityplan 1962 och därför avfärdade utskottet för City 67 förslaget med orden: “Utskottet avråder för sin del bestämt från en omläggning av cityregleringen efter EGT-förslagets tankegångar.” Förslaget och debatten ledde dock till en omfattande bearbetning av cityplanen och förbättringar av fotgängarnas situation, exempelvis föreslogs att Drottninggatan skulle bli en gågata.
Istället för EGT-gruppens förslag genomfördes Peter Celsings idé till Kulturhuset mot Sergels torg och Riksbanken mot Brunkebergstorg. Celsings förslag var helt i linje med cityplanen från 1962. Cityregleringen kring Tunnelgatan, Kungsgatan och sammankopplingen av Strandvägen och Skeppsbron genomfördes aldrig, och den planerade motorvägsringen runt staden är än idag inte beslutad.

### Etappindelning
I City 67 angavs även en etappindelning för de olika delområden eller byggfaserna:
- Byggfas 1, omfattade Hötorgscity och Sergels torg (var i princip avslutat).
- Byggfas 2, omfattade kvarteren söder om Sergels torg med Riksbanken, Kulturhuset (pågående 1967) och Klaratunneln.
- Byggfas 3, omfattade Tunnelgatans breddning och ombyggnad till lokal huvudgata (genomförandetid under 1970-talet).
- Byggfas 4, omfattade delar av Östermalm fram till Humlegårdsgatan och Sibyllegatan (genomförandetid sena 1970-talet och början på 1980-talet).
- Byggfas 5, omfattade Blasieholmen och Blasieholmsleden (genomförandetid i mitten på 1970-talet).

Av dessa etapper genomfördes bara byggfas 1 och 2.